# ترافيس تريس
ترافيس تريس (بالإنجليزية: Travis Trice)‏ مواليد 22 يناير 1993 في سبرينغفيلد، هو لاعب كرة سلة أمريكي. بدأ مسيرته الاحترافية في سنة 2015. يلعب مع ويستتشستر نيكس في دوري الرابطة الوطنية لفئة التطوير كلاعب هجوم خلفي. يحمل الرقم 20. يبلغ طوله 6 قدم 2 بوصة (1.9 م).

## المسيرة الاحترافية
لعب مع ويستتشستر نيكس في موسم 2015–2016، ثم لعب مع كيرنز تيبانز في الدوري الأسترالي في موسم 2016–2017، ثم لعب مع ويستتشستر نيكس في سنة 2017.

## روابط خارجية
- ترافيس تريس على موقع الدوري الأوروبي لكرة السلة (الإنجليزية)
- ترافيس تريس على موقع سبورتس رفرنس (الإنجليزية)
- ترافيس تريس على موقع الدوري الإسباني لكرة السلة (الإسبانية)
- ترافيس تريس على موقع كرة السلة الأوروبية.كوم (الإنجليزية)
- ترافيس تريس على موقع كلية كرة السلة في سبورتس رفرنس.كوم (الإنجليزية)
- ترافيس تريس على موقع ريلجم (الإنجليزية)
- ترافيس تريس على موقع بروبوليرز (الإنجليزية)
- ترافيس تريس على موقع سبورتس رفرنس (الإنجليزية)
- ترافيس تريس على موقع سبورتس رفرنس (الإنجليزية)